# Baikow-Institut für Metallurgie und Materialkunde

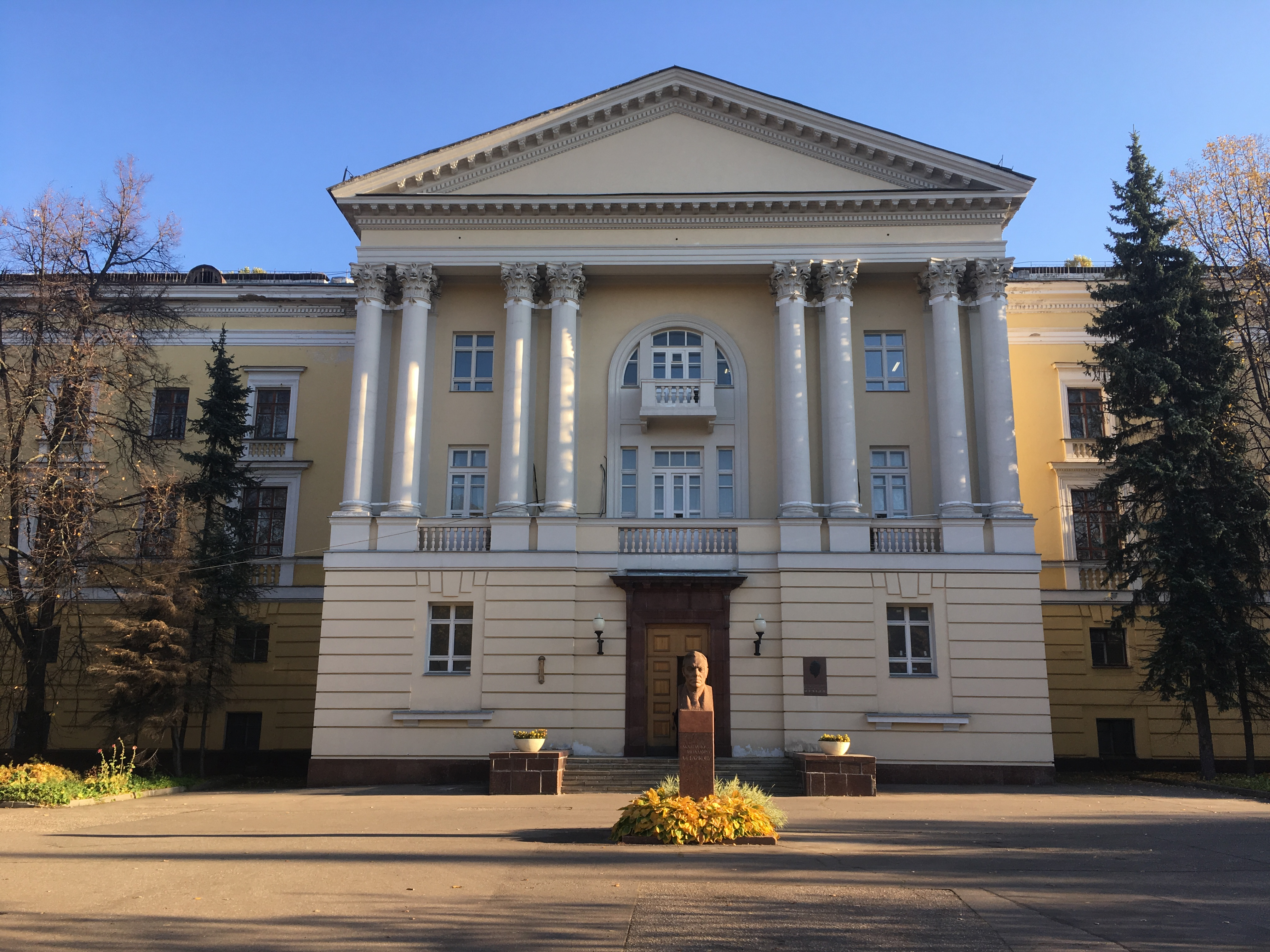
Baikow-Institut für Metallurgie und Materialkunde, Moskau

Das Baikow-Institut für Metallurgie und Materialkunde (russisch Институт металлургии и материаловедения имени А. А. Байкова) der Russischen Akademie der Wissenschaften (RAN) in Moskau ist ein Forschungszentrum für Metallurgie der Buntmetalle und Leichtmetalle, Stahlmetallurgie und feuerfeste Werkstoffe sowie für Materialwissenschaft und Werkstofftechnik.

## Geschichte
Das Institut wurde auf Initiative I. P. Bardins als Institut für Metallurgie der Akademie der Wissenschaften der UdSSR (AN-SSSR) am 29. Oktober 1938 in Moskau gegründet mit Bardin als amtierenden Direktor. Die ersten Abteilungsleiter waren M. A. Pawlow (Stahlmetallurgie), D. M. Tschischikow (Metallurgie der Buntmetalle), A. A. Baikow (Metallkunde) und E. Britzke (Physikalische Chemie).
Während des Deutsch-Sowjetischen Krieges war das Institut 1941–1943 in Swerdlowsk evakuiert.
1946 wurde die Abteilung für Metallkunde der Buntmetalle und ihrer Legierungen unter der Leitung von A. A. Botschwar gegründet. Im gleichen Jahr wurde dem Institutsnamen der Name des verstorbenen Abteilungsleiters Baikow hinzugefügt.
Bardin leitete das Institut bis zu seinem Tode 1960. Ihm folgte zunächst als amtierender Direktor A. M. Samarin, der seit 1951 das Laboratorium für Stahlmetallurgie leitete und seit 1955 Direktorstellvertreter war. Nach seiner Arbeit 1961–1966 als Vizepräsident des Regierungskomitees zur Koordinierung von Wissenschaft und Forschung in der UdSSR war er Institutsdirektor bis zu seinem Tode 1970. Es folgten die Direktoren N. W. Agejew (1970–1975), J. M. Sawizki und N. P. Ljakischew (1987–2004). 1997 erhielt das Institut seinen gegenwärtigen Namen  Baikow-Institut für Metallurgie und Materialkunde. 2004–2007 leitete J. K. Kowneristy das Institut. Seitdem ist K. A. Solnzew Institutsdirektor. 2007 wurde das Institut für Probleme der keramischen Werkstoffe der RAN eingegliedert.
Gegenwärtig gliedert sich das Institut in 33 Laboratorien, die physikalisch-chemische und materialwissenschaftliche Probleme bearbeiten. Das Laboratorium Nr. 7 für Baustähle und Legierungen wurde von Bardin 1939 gegründet, als dessen Leiter N. T. Gudzow berufen wurde. Das Laboratorium spielt eine führende Rolle bei der Entwicklung neuer Stähle auf der Basis umfangreicher Grundlagenuntersuchungen. Nach Gudzows Tod folgten als Leiter I. A. Oding, D. A. Prokoschkin, M.W. Pridanzew und ab 1964 O. A. Bannych. Bannychs Mitarbeiterin Kira Borissowna Powarowa erhielt 1996 den Anossow-Preis der RAN für theoretische Arbeiten zu Legierungen auf der Basis intermetallischer Verbindungen zusammen mit Alexander Anatoljewitsch Iljin und Jewgeni Nikolajewitsch Kablow.
Auch amorphe und nanokristalline Materialien sowie Verbundwerkstoffe und keramische Werkstoffe werden untersucht.